# Gamhariya Parsa
Gamhariya Parsa – gaun wikas samiti w środkowej części Nepalu  w strefie Narajani w dystrykcie Rautahat. Według nepalskiego spisu powszechnego z 2001 roku liczył on 916 gospodarstw domowych i 5499 mieszkańców (2737 kobiet i 2762 mężczyzn).